# Herminia antiopis
Herminia antiopis är en fjärilsart som beskrevs av Turner. Herminia antiopis ingår i släktet Herminia och familjen nattflyn. Inga underarter finns listade i Catalogue of Life.